# 萨特鲁维尔
萨特鲁维尔（法語：Sartrouville，發音：[saʁtʁuvil] ⓘ），法国中北部城市，法兰西岛大区伊夫林省的一个市镇，隶属于圣日耳曼昂莱区，其市镇面积为8.46平方公里，2022年1月1日时人口数量为51,570人，是该省人口第二多的城市，在法国市镇中排名第122位。
萨特鲁维尔位于伊夫林省东北部，塞纳河右岸，东侧与瓦兹河谷省接壤。萨特鲁维尔历史上长期为一个普通农业聚落，近代因其境内的军工厂而闻名，现代则是巴黎西郊重要的卫星城，通过法兰西岛大区快铁A线以及区域铁路J线和L线连接巴黎市区。

## 地名来源
“萨特鲁维尔”的来源尚存在争议：法国语言学家阿尔贝·多扎认为一名最初于中世纪中期以的形式被记载，其中意为房屋或村落，则来源于当地的一个领主；而根据当地市政府网站的介绍，“萨特鲁维尔”一名来源于拉丁语，对应现代法语的，意为“开垦者之屋”。
一些中文资料将译为萨尔特鲁维尔。而在现代法语中，意为“城市”，故一些汉语文献又将其直译为萨特鲁城。

## 历史

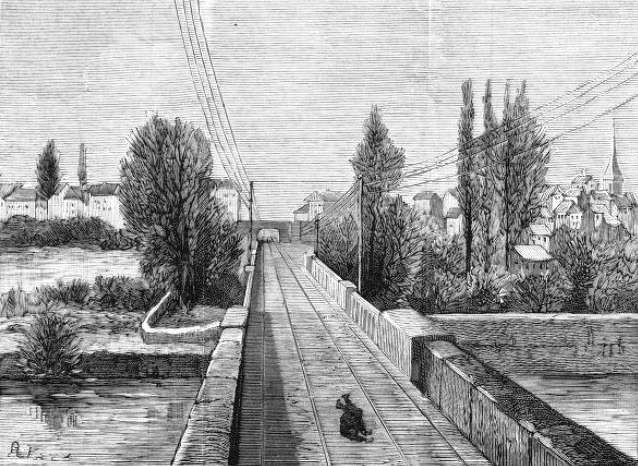
19世纪的塞纳河铁路桥

萨特鲁维尔在高卢-罗马时期已出现农业开垦活动，中世纪时当地出现了一处圣马丁教堂。法国大革命后，萨特鲁维尔成为塞纳-瓦兹省的一个市镇，工业革命期间，巴黎－勒阿弗尔铁路由此通过。直至19世纪末，萨特鲁维尔尚为一个人口不足两千的普通市镇。1923年，塞纳海洋航空厂（Chantiers aéro-maritimes de la Seine）在此建立，成为彼时巴黎西部重要的军事设施。二战期间，塞纳海洋航空厂及萨特鲁维尔均受到空袭，引发严重破坏。二战后，随着巴黎城市的扩张以及郊区通勤列车的开行，萨特鲁维尔人口数量快速增加，成为巴黎西部重要的卫星城。1964年，萨特鲁维尔成为新成立的伊夫林省的一个市镇。
自2017年起，萨特鲁维尔政府开发应用程序，使得读者可通过移动设备阅读萨特鲁维尔的地方史资料。

## 地理

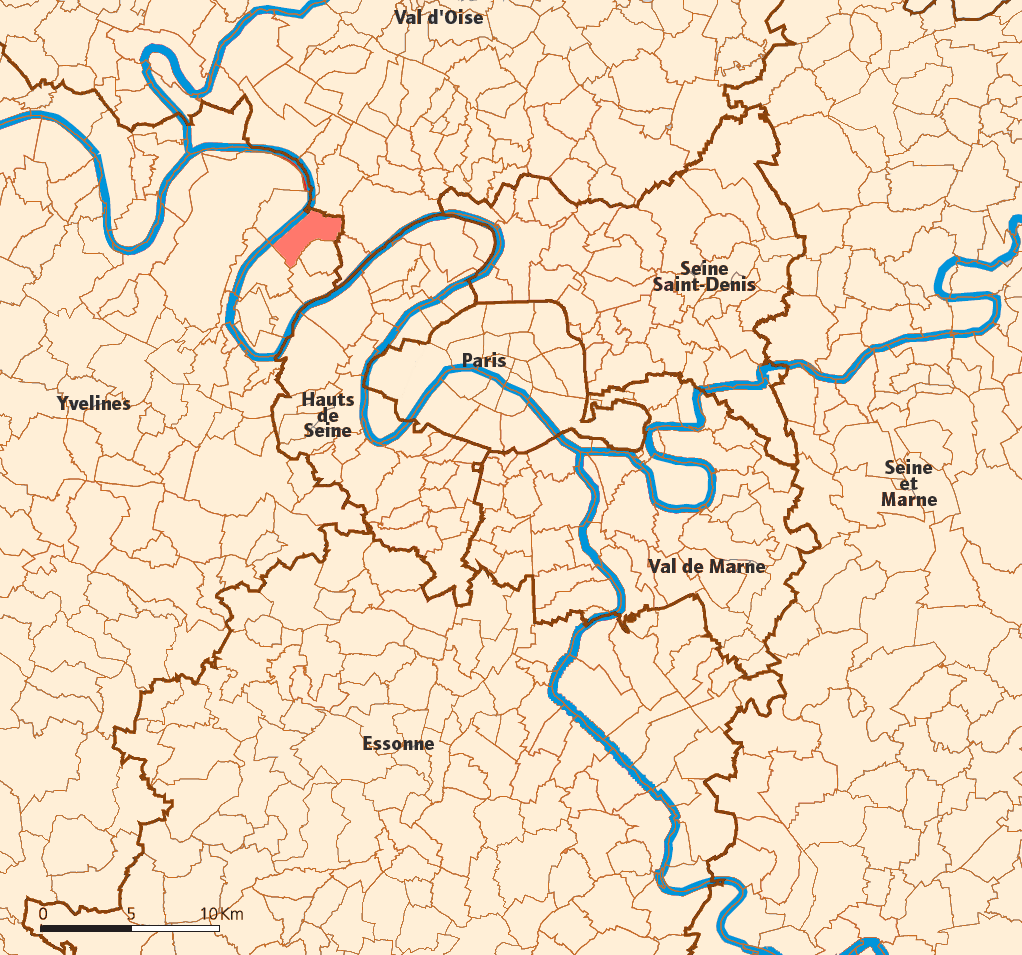
萨特鲁维尔在巴黎近郊的位置（红色部分）

萨特鲁维尔位于法国中北部，法兰西岛大区中北部偏西和伊夫林省东北部，距离省会凡尔赛大约19公里。与萨特鲁维尔接壤的市镇包括：阿让特伊、塞纳河畔卡里耶尔、乌耶、迈松拉菲特、勒梅尼勒勒鲁瓦、蒙泰松、伯宗、帕里西地区科尔梅耶。

### 地形
萨特鲁维尔位于塞纳河中下游，境内地形平坦，地势自塞纳河畔向内陆缓慢抬升，全境海拔在22到62米之间。

### 水文
塞纳河干流自南向北流经境内西部，市区整体位于河流右岸，隔河与迈松拉菲特接壤，有两座跨河大桥，其中一座为铁路桥。

### 植被
萨特鲁维尔属于温带落叶林区，市区内的主要绿地公园包括加加林中心公园（Parc Gagarine Centre）、迪茹公园（Parc Dijou）、盖里奥花园（Square Gueriot）等，均常年免费向公众开放。

### 气候
萨特鲁维尔在柯本气候分类法中属于温带海洋性气候。
距离萨特鲁维尔最近的气象站位于阿让特伊境内，以下为该气象站的数据（其中日照数据取自勒布尔歇气象站）：
| 阿让特伊1981年－2019年 | 阿让特伊1981年－2019年 | 阿让特伊1981年－2019年 | 阿让特伊1981年－2019年 | 阿让特伊1981年－2019年 | 阿让特伊1981年－2019年 | 阿让特伊1981年－2019年 | 阿让特伊1981年－2019年 | 阿让特伊1981年－2019年 | 阿让特伊1981年－2019年 | 阿让特伊1981年－2019年 | 阿让特伊1981年－2019年 | 阿让特伊1981年－2019年 | 阿让特伊1981年－2019年 |
| 月份                   | 1月                    | 2月                    | 3月                    | 4月                    | 5月                    | 6月                    | 7月                    | 8月                    | 9月                    | 10月                   | 11月                   | 12月                   | 全年                   |
| ---------------------- | ---------------------- | ---------------------- | ---------------------- | ---------------------- | ---------------------- | ---------------------- | ---------------------- | ---------------------- | ---------------------- | ---------------------- | ---------------------- | ---------------------- | ---------------------- |
| 历史最高温 °C（°F）    | 16.1 (61.0)            | 20.3 (68.5)            | 23.8 (74.8)            | 29.1 (84.4)            | 33 (91)                | 35.7 (96.3)            | 41 (106)               | 37.1 (98.8)            | 32.6 (90.7)            | 29.8 (85.6)            | 22.8 (73.0)            | 18.7 (65.7)            | 41 (106)               |
| 平均高温 °C（°F）      | 7.7 (45.9)             | 9.1 (48.4)             | 12 (54)                | 17.7 (63.9)            | 20.8 (69.4)            | 24.1 (75.4)            | 26.2 (79.2)            | 24 (75)                | 22.3 (72.1)            | 17.6 (63.7)            | 11.9 (53.4)            | 7.3 (45.1)             | 16.7 (62.1)            |
| 日均气温 °C（°F）      | 5.1 (41.2)             | 5.9 (42.6)             | 7.9 (46.2)             | 12.6 (54.7)            | 16 (61)                | 19.1 (66.4)            | 20.9 (69.6)            | 19 (66)                | 17.3 (63.1)            | 13.7 (56.7)            | 9 (48)                 | 4.8 (40.6)             | 12.6 (54.7)            |
| 平均低温 °C（°F）      | 2.6 (36.7)             | 3 (37)                 | 4.2 (39.6)             | 7.9 (46.2)             | 11.5 (52.7)            | 13.9 (57.0)            | 15.8 (60.4)            | 14.8 (58.6)            | 13.1 (55.6)            | 10.4 (50.7)            | 6.3 (43.3)             | 2.4 (36.3)             | 8.8 (47.8)             |
| 历史最低温 °C（°F）    | −11.6 (11.1)           | −8.2 (17.2)            | −8.3 (17.1)            | −1.5 (29.3)            | 1.7 (35.1)             | 6.7 (44.1)             | 8.9 (48.0)             | 7.3 (45.1)             | 4.6 (40.3)             | 0.8 (33.4)             | −3.5 (25.7)            | −6 (21)                | −11.6 (11.1)           |
| 平均降水量 mm（）      | 45.3 (1.78)            | 39.9 (1.57)            | 38.6 (1.52)            | 38.8 (1.53)            | 57.4 (2.26)            | 41.9 (1.65)            | 51.5 (2.03)            | 73.6 (2.90)            | 26.2 (1.03)            | 51.2 (2.02)            | 44.6 (1.76)            | 46.3 (1.82)            | 555.3 (21.86)          |
| 月均日照時數           | 62                     | 75.1                   | 125                    | 165.8                  | 193.3                  | 206.9                  | 215.7                  | 206.2                  | 160.2                  | 111.2                  | 65.1                   | 50.8                   | 1,637.3                |
| 来源：infoclimat.fr    |                        |                        |                        |                        |                        |                        |                        |                        |                        |                        |                        |                        |                        |

## 行政区划
萨特鲁维尔是法国法兰西岛大区伊夫林省的一个市镇，编号为78586。萨特鲁维尔隶属于圣日耳曼昂莱区和伊夫林省第五选区，管理萨特鲁维尔县，同时也是圣日耳曼塞纳河湾城市圈公共社区的组成部分。
法国国家统计与经济研究所（简称）在进行数据统计时，将包括萨特鲁维尔在内的1,794个市镇设为巴黎城市区。同时，还将萨特鲁维尔市镇分为了22个“块区”（IRIS），以便于统计人口分布情况。

## 交通

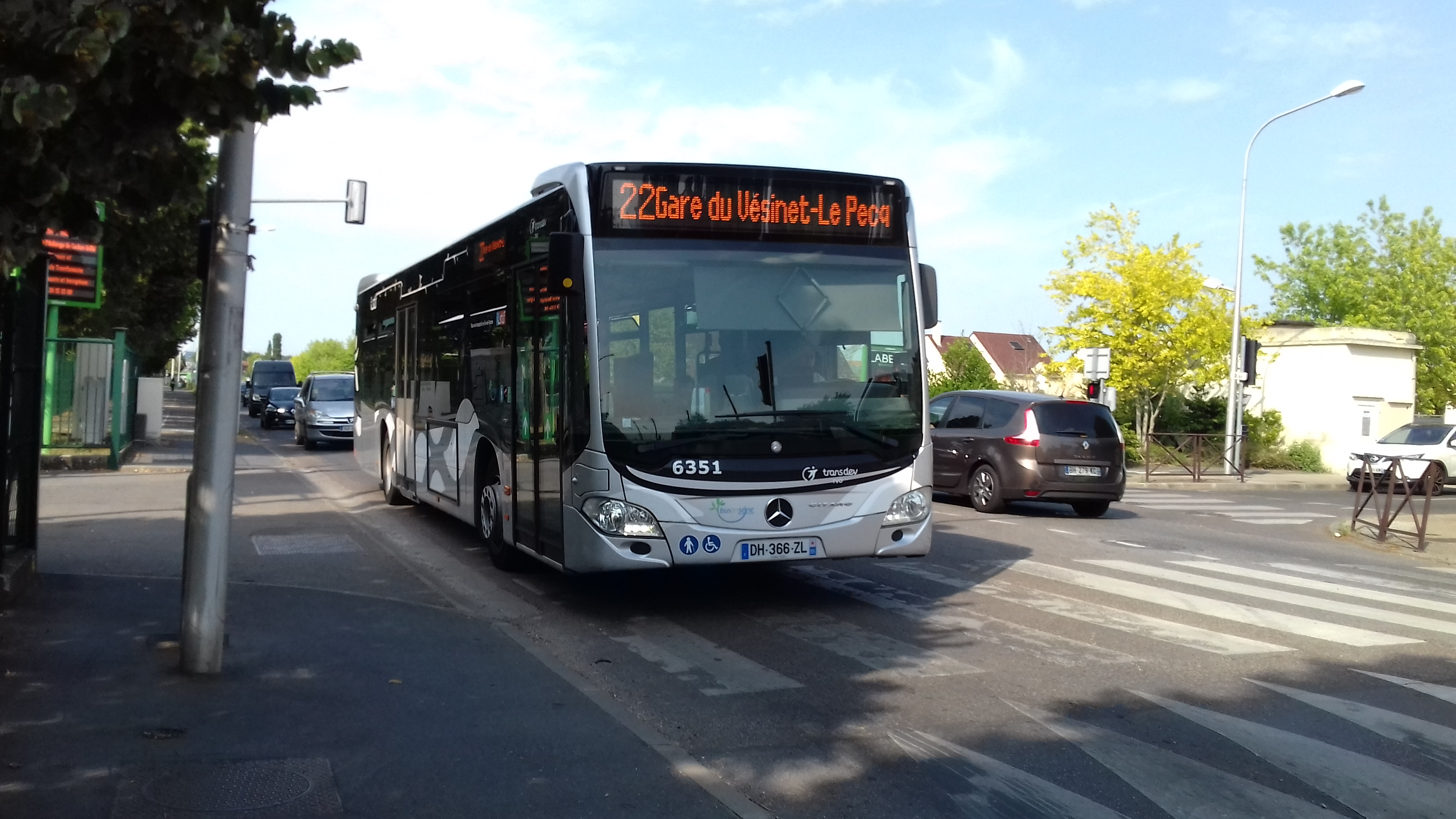
萨特鲁维尔境内的一辆公共汽车

### 公路
多条伊夫林省省道在萨特鲁维尔境内交汇，塞纳河上有一座大型桥梁，可连接河流左岸的迈松拉菲特。
2017年，73%的萨特鲁维尔家庭拥有至少一辆的私人汽车。2018年，萨特鲁维尔境内共发生各类交通事故10起，造成2人遇难，10人受伤。

### 铁路
萨特鲁维尔位于巴黎－勒阿弗尔铁路上，该铁路法兰西岛大区境内开行大区列车。萨特鲁维尔站位于市区中部，停靠法兰西岛大区快铁A线、J线和L线的列车，由此前往巴黎市中心、巴黎圣拉扎尔站和拉德芳斯的最佳旅行时间分别为17、18和7分钟。

### 城市公共交通
巴黎公交272路以及法兰西岛夜班车152线经过萨特鲁维尔境内，阿让特伊城市公共交通、瓦兹河谷城市公共交通和蒙莫朗西城市公共交通的部分线路也在萨特鲁维尔境内设站。
| 途经萨特鲁维尔境内的主要公共交通线路 |                                                         | |
| 类型                                 | 运营商                                                  | 线路 |
| 快铁                                 | RATP                                                    | ：塞尔吉高地站 ↔ 塞尔吉省府站 ↔ 萨特鲁维尔站 ↔ 楠泰尔省府站 ↔ 拉德芳斯站 ↔ 沙特雷站 ↔ 巴黎里昂车站 ↔ 万塞讷站 ↔ 马恩拉瓦莱-谢西站 / 布瓦西圣莱热站 |
| 城铁                                 |                                                         | ：巴黎圣拉扎尔站 ↔ 乌耶-塞纳河畔卡里耶尔站 ↔ 萨特鲁维尔站 ↔ 迈松拉菲特站 ↔ 韦尔农站 / 塞尔吉高地站 |
| 公共汽车                             | RATP                                                    | 262：伯宗桥 ↔ 大鹿 ↔ 伊塞尔 ↔ 卡米尔·佩勒唐 ↔ 内格里耶将军 ↔ 伏尔泰 ↔ 让·梅尔莫兹 ↔ 斯大林格勒 ↔ 城堡 ↔ 迈松拉菲特市政厅 ↔ 快铁迈松拉菲特站 272：快铁萨特鲁维尔站 ↔ 邮局 ↔ 斯大林格勒 ↔ 让·梅尔莫兹 ↔ 爱德华·瓦扬 ↔ 教堂 ↔ 夏尔·戴高乐 ↔ 沙图街 ↔ 保罗·贝尔 ↔ 印度城 ↔ 贝里 ↔ 罗曼·罗兰 ↔ 孔多塞 ↔ 圣母谷 ↔ 人权广场 ↔ 神赐 ↔ 伯宗桥 ↔ 维克多·雨果 ↔ 11月11日广场 ↔ 市政厅 ↔ 阿让特伊火车站 |
| 公共汽车                             | Argenteuil - Boucles de Seine 阿让特伊-塞纳河湾公交路网 | 1：快铁萨特鲁维尔站 ↔ 邮局 ↔ 神庙 ↔ 蒙奥利韦/教堂 ↔ 夏尔·戴高乐 ↔ 罗伯特·舒曼 ↔ 商业中心 ↔ 印度城 ↔ 贝里 ↔ 叙罗 ↔ 狼坑 ↔ 阿让特伊谷火车站 ↔ 马塞尔·吉约 ↔ 白桥 ↔ 阿让特伊火车站 5：快铁萨特鲁维尔站 ↔ 拉马丁/杜阁 ↔ 国民议会 ↔ 托克维尔 ↔ 库尔特利讷 ↔ 阿尔冯斯·阿莱 ↔ 伯宗大道 ↔ 保罗·贝尔 ↔ 圣埃克絮佩里 ↔ 茹奥 ↔ 莱佩里耶 ↔ 特朗布勒 9：快铁萨特鲁维尔站 ↔ 市政厅 ↔ 青少年文化宫 ↔ 莫泊桑 ↔ 蒙奥利韦 ↔ 夏尔·戴高乐 ↔ 沙图街 ↔ 孔多塞 ↔ 圣母谷 ↔ 卡谬斯初级中学 ↔ 莫里斯·于特里奥 ↔ 加来 ↔ 市政厅 ↔ 阿让特伊火车站 B：快铁萨特鲁维尔站 ↔ 斯特拉斯堡 ↔ 商业中心 ↔ 泰奥菲尔·鲁塞尔 ↔ 马赖/勒克莱尔将军 ↔ 勒努瓦尔 ↔ 克洛德·莫内 ↔ 共和国-勒克莱尔 ↔ 保罗·贝尔 ↔ 沙图市政厅 ↔ 快铁吕埃-马尔迈松站 G：快铁萨特鲁维尔站 ↔ 斯特拉斯堡 ↔ 商业中心 ↔ 泰奥菲尔·鲁塞尔 ↔ 蒙泰松羊圈 ↔ 塞纳街 ↔ 共和国 ↔ 快铁勒韦西内-佩克站 H：活石高级中学 ↔ 快铁乌耶-塞纳河畔卡里耶尔站 ↔ 拉瓦锡 ↔ 孔多塞 ↔ 公墓 ↔ 殉难者 ↔ 勒努瓦 ↔ 高原 J：快铁萨特鲁维尔站 ↔ 富兰克林 ↔ 阿布基尔 ↔ 平原 ↔ 和平-步行桥 ↔ 快铁乌耶-塞纳河畔卡里耶尔站 S1：巴勃罗·毕加索高级中学 ↔ 泰奥菲尔·鲁塞尔 ↔ 商业中心 ↔ 快铁萨特鲁维尔站 S2：蒙泰松羊圈 ↔ 马赖/教堂 ↔ 埃瓦里斯特·伽罗瓦高级中学 S7：泰奥菲尔·鲁塞尔 ↔ 商业中心 ↔ 快铁萨特鲁维尔站 ↔ 埃瓦里斯特·伽罗瓦高级中学 501 502 503：埃瓦里斯特·伽罗瓦高级中学（校车线路） |
| 公共汽车                             | Lacroix 拉克鲁瓦集团                                    | 30.05：快铁萨特鲁维尔站 ↔ 市政厅 ↔ 青少年文化宫 ↔ 莫泊桑 ↔ 蒙奥利韦 ↔ 特朗布勒 ↔ 作家 ↔ 福韦特 ↔ 帕里西地区科尔梅耶火车站 ↔ 柯布西耶高级中学 ↔ 快铁蒙蒂尼-博尚站 |
| 公共汽车                             | (N)                                                     | N24：沙特雷站 ↔ 戴高乐将军（凯旋门） ↔ 马约门 ↔ 拉德芳斯 ↔ 伯宗桥 ↔ 圣母谷 ↔ 孔多塞 ↔ 沙图街 ↔ 夏尔·戴高乐 ↔ 教堂 ↔ 爱德华·瓦扬 ↔ 伏尔泰 ↔ 让·梅尔莫兹 ↔ 斯大林格勒 ↔ 邮局 ↔ 萨特鲁维尔站 N152：巴黎圣拉扎尔站 ↔ 伯宗桥 ↔ 伏尔泰 ↔ 让·梅尔莫兹 ↔ 斯大林格勒 ↔ 迈松拉菲特站 |
| 1.                                   |                                                         | |

### 对外交通
距离萨特鲁维尔最近的民用航空站和长途铁路车站为巴黎戴高乐机场和巴黎圣拉扎尔站，距离萨特鲁维尔市中心的公路里程分别约38公里和18公里。

## 政治

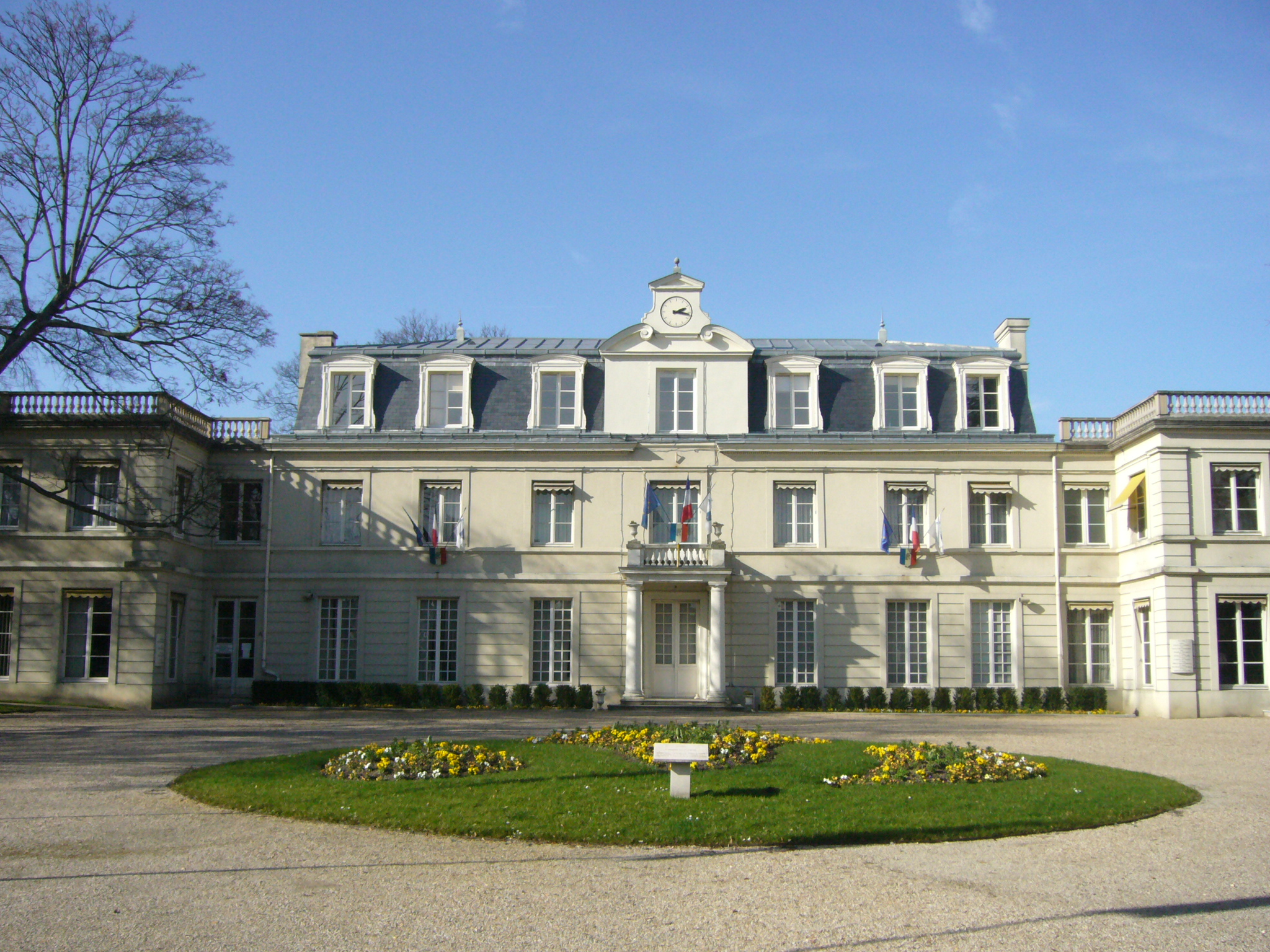
萨特鲁维尔市政厅

萨特鲁维尔的现任市长为皮埃尔·丰先生（Pierre Fond），他是共和党的一名成员，在2020年的市政选举中获得了62.27%的支持率。
在2017年的法国总统大选中，法国第25任总统埃马纽埃尔·马克龙在萨特鲁维尔获得了79.06%的支持率。
| 萨特鲁维尔历届市长 |                   |                                            |
| 任期               | 市长              | 党派                                       |
| 1944年－1949年     | 莫里斯·佩罗内     | PCF法国共产党                              |
| 1950年－1952年     | 亨利·鲁热洛       | RAD激进党                                  |
| 1952年－1956年     | 让·达维德         | 不详                                       |
| 1956年－1957年     | 居斯塔夫·克罗克   | PCF法国共产党                              |
| 1957年－1959年     | 欧仁·格吕埃尔     | SFIO工人国际法国支部                       |
| 1959年－1989年     | 奥居斯特·克雷蒂安 | PCF法国共产党                              |
| 1989年－1995年     | 洛朗·韦策尔       | CDS社会民主中心 →DVD右翼无党派人士         |
| 1995年－           | 皮埃尔·丰         | UMP人民运动联盟 →RPR保衛共和聯盟 →LR共和黨 |

## 人口
2017年，萨特鲁维尔市镇人口数量为51,967，在法国排名第122位。其中男性24,989人，女性26,978人，75岁及以上人口占6.4%，外籍人口数量为11,950人，人口密度为6,143人/平方公里，当地居民被称为（男性）或（女性）。2018年，萨特鲁维尔境内出生867人，死亡人口373人。
| 年份   | 1936   | 1946   | 1954   | 1962   | 1968   | 1975   | 1982   | 1990   | 1999   | 2006   | 2011   | 2016   | 2018   |
| ------ | ------ | ------ | ------ | ------ | ------ | ------ | ------ | ------ | ------ | ------ | ------ | ------ | ------ |
| 人口數 | 17,866 | 17,494 | 21,743 | 31,267 | 40,277 | 42,253 | 46,197 | 50,329 | 50,219 | 51,600 | 51,431 | 52,648 | 52,269 |

## 经济
萨特鲁维尔是一个区域性的中心城市，当地共有各类用人单位6,271家，平均历史为12年，其中99.55%为中小型企业（PME）。（影像）、（五金销售）及（冷藏品销售）是当地2019年营业额最高的三个企业，分别为99,204,463欧元、91,160,807欧元和35,204,744欧元。

## 财政收入
2019年，萨特鲁维尔的财政收入总额为69,867,300欧元，财政支出总额为63,184,800欧元，当年的债务总额为20,589,700欧元。
2015年，萨特鲁维尔的人均月收入总额为2,876欧元，其中高级职员为4,392欧元，中级职员为2,724欧元，普通职员为2,047欧元。
2017年，萨特鲁维尔境内的青壮年（15至64岁）失业率为12.3%，当地60.2%的家庭拥有纳税资格。

## 社会事务

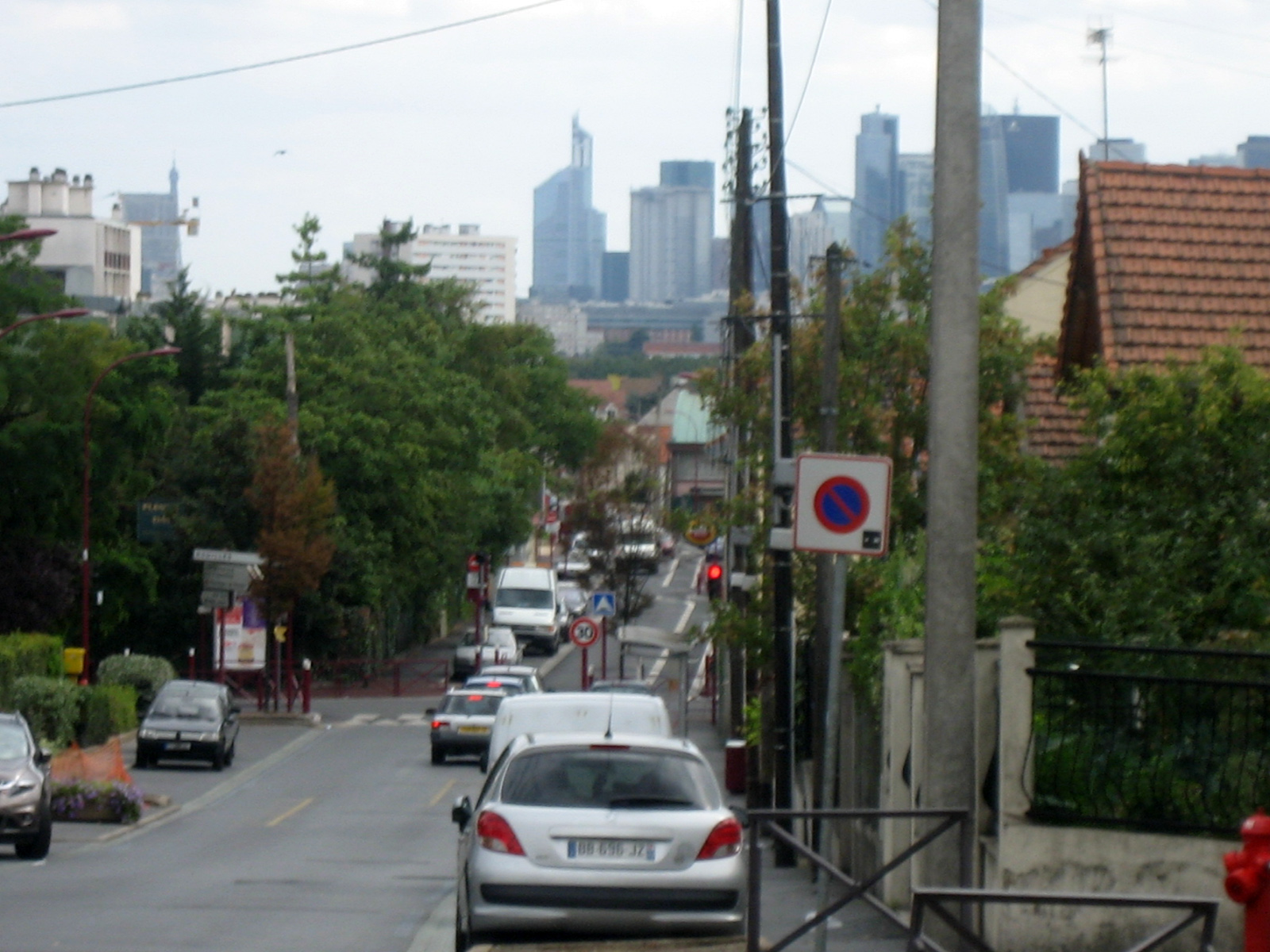
从萨特鲁维尔市区远眺拉德芳斯

### 教育
萨特鲁维尔属于凡尔赛学区。截止2019年1月1日，萨特鲁维尔境内共有16所幼儿园、15所小学、5所初级中学、2所普通高中和0所职业高中。2018至2019学年度，萨特鲁维尔境内共有在校中等教育阶段学生4,562名。

### 医疗
截止2019年1月1日，萨特鲁维尔境内共有全科医生33名、保健师34名、牙医22名、护士30名、耳科医生4名、眼科医生3名、皮肤科医生1名、助产士3名、儿科医生2名和妇科医生3名。境内共有药房17家、养老院6家、残疾人帮扶中心2家。
科里安萨特鲁维尔诊疗中心（Clinique Korian C.3.S）是一家综合性私人医院，位于萨特鲁维尔市区。
距离萨特鲁维尔最近的公立区域性医疗机构为阿让特伊中心医院（Centre Hospitalier d'Argenteuil），其主病区“维克多·迪普伊中心医院”（Centre hospitalier Victor Dupouy）位于阿让特伊市区内，距离萨特鲁维尔市区约3公里，该院各类医务人员数量超过800人，是这一地区规模最大的公立综合性医院。

### 住房
2017年，萨特鲁维尔境内共有各类住房22,127套，其中37.2%为独立式居民区，61.5%为集中式居民区。常住房屋占萨特鲁维尔市镇范围内居民建筑总量的93.9%。

### 商业
2019年，萨特鲁维尔境内共有各类实体商铺1,197家，其中餐厅127家、大型超市6家、杂货店23家、面包房26家、肉铺11家、书店4家、装饰品店4家、银行门店16家、美容美发店63家、汽车维修店78家。市中心建有一处欧尚购物中心。

### 体育
2019年，萨特鲁维尔境内共有1家游泳池、9间体育馆、4座综合体育场、9处网球场、1处马术场、3处足球或橄榄球场以及6处篮球或排球场。
萨特鲁维尔前进体育俱乐部（E.P. Sartrouville）是当地的一支足球队，2020至2021赛季参加伊夫林省足球联赛。

### 环境
萨特鲁维尔的环境事务由其所属的公共社区负责。2019年，萨特鲁维尔境内共有3家污染企业。

### 治安
2019年，萨特鲁维尔市镇范围内共有1处派出所和0处宪兵队。
2014年，萨特鲁维尔及附近地区共发生各类案件4,228起，其中盗窃类案件2,505起，经济类案件439起，毒品交易类案件410起。

## 文化

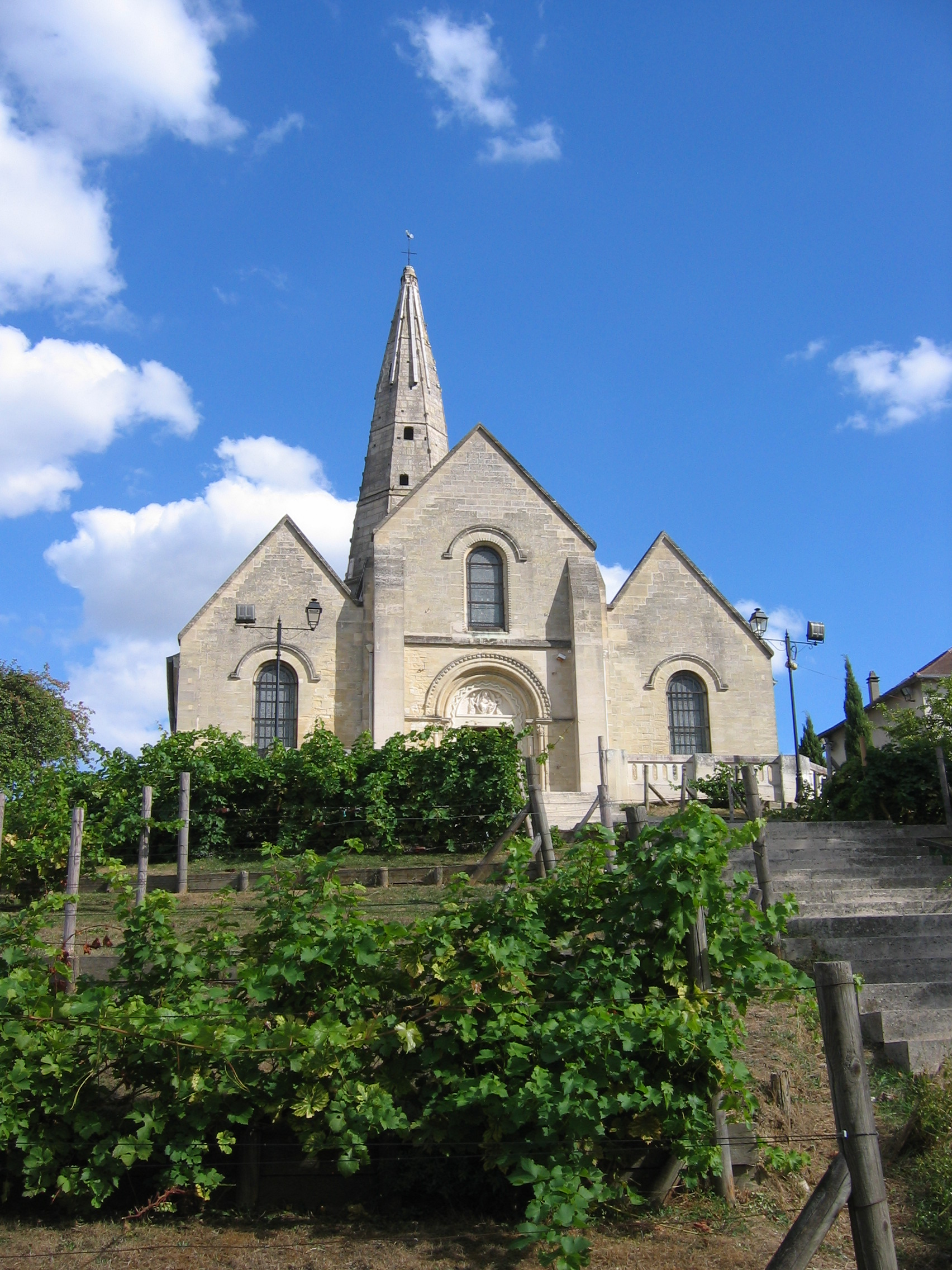
圣马丁教堂

2019年，萨特鲁维尔境内共有1家剧场、1家电影院和1家音乐厅。萨特鲁维尔市政府提供多媒体中心，向公众全年开放。

### 建筑
萨特鲁维尔境内有多处法国国家文物保护单位，其中萨特鲁维尔圣马丁教堂是当地的代表性历史建筑物。

### 旅游
萨特鲁维尔的旅游事务由其所属的公共社区负责。2020年，萨特鲁维尔境内共有1家宾馆共计12间房间。

### 媒体
法国主要的媒体均可在萨特鲁维尔接收，法国电视三台下属的法兰西岛大区频道在部分时段播出萨特鲁维尔所属区域的地方新闻。

## 相关人物
法国男高音歌手尼古拉·拉里什、自行车手帕斯卡·利诺、足球运动员马克西姆·巴尔泰尔梅和手球运动员朱利安·埃莫内出生于萨特鲁维尔。法国说唱歌手Youssoupha则在此度过其少年时代。

## 友好城市
截至2021年1月，萨特鲁维尔共与三座城市互为友好城市关系：
- 德国 瓦尔德克赖堡
- 希腊 卡利塞亚
- 葡萄牙 帕科斯費雷拉